# Quatuor à cordes no 1 de Dohnányi
Pour les articles homonymes, voir Quatuor à cordes no 1.
Le Quatuor à cordes no 1 en la majeur opus 7 est une œuvre de musique de chambre d'Ernst von Dohnányi composée en 1899, publiée chez Doblinger.

## Structure
1. Allegro
2. Scherzo: Allegretto grazioso
3. Molto adagio con espressione
4. Finale: Vivace

Durée d'exécution : trente minutes.